# حسام عبدالله (بازیکن هندبال)
حسام عبدالله (انگلیسی: Hosam Abdallah؛ زادهٔ ۸ سپتامبر ۱۹۶۶) بازیکن هندبال اهل مصر بود.